# Ходарашти (Дамбовица)
Ходарашти (рум. Hodărăști) насеље је у Румунији у округу Дамбовица у општини Корнешти. Oпштина се налази на надморској висини од 131 m.

## Становништво
Према подацима из 2002. године у насељу је живело 377 становника, од којих су сви румунске националности.